# 니나 키리

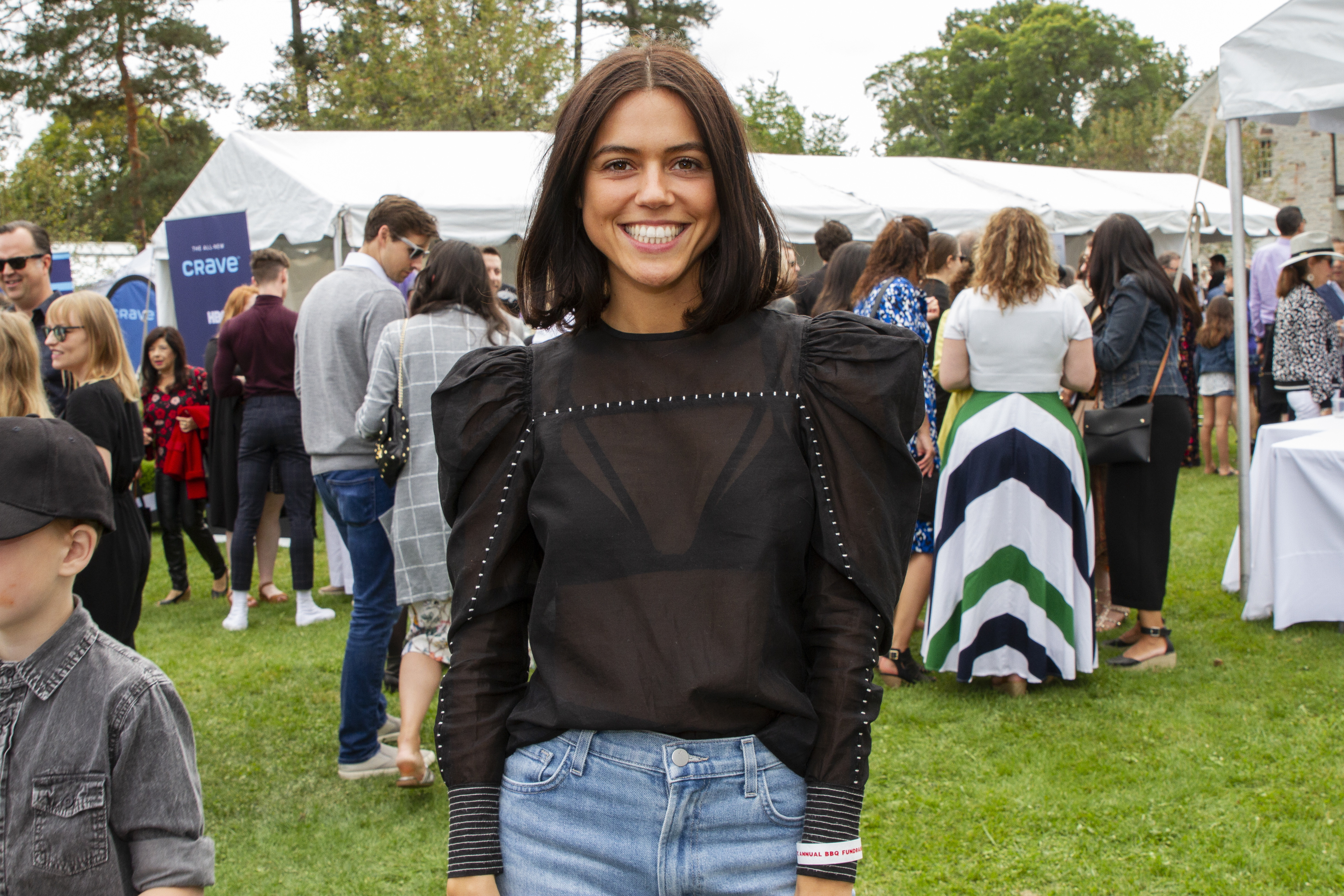

니나 키리(Nina Kiri, 1992년 9월 3일 ~ )는 캐나다의 배우, 영화배우이다.
베오그라드에서 태어났다.

## 영화
- 이단자들 (2017년)
- 배니싱 트윈 (2016년) - 몰리 역